# Greg Chappell
Gregory Stephen Chappell, AO MBE (* 7. August 1948 in Unley, South Australia) ist ein ehemaliger australischer Cricketspieler. Chappell stammt aus einer Familie von Cricketspielern. Auch sein Großvater Vic Richardson und seine Brüder Ian Chappell und Trevor Chappell spielten Test Cricket für Australien.

## Karriere
Greg Chappell bestritt während seiner Karriere 87 Testmatches für Australien, bei denen er insgesamt 7110 Runs erzielte (53.86 Runs pro Wicket). Damit ist er einer von nur neun australischen Spielern, die einen Karriereschnitt von mindestens 50 Runs pro Wicket erreichten. Bei insgesamt 48 Tests zwischen 1975 und 1983 lief Chappell als Kapitän des australischen Testteams auf. Seinen ersten Test für Australien bestritt er im Dezember 1970 gegen England in Perth. Seinen letzten Test bestritt Greg Chappell im Januar 1984 gegen das pakistanische Team in Sydney. Bei diesem Test brach er den damals bestehenden australischen Rekord für die meisten erzielten Karriere-Testruns. Dieser Rekord wurde vorher von Don Bradman gehalten. Zudem hielt Greg Chappell an seinem Karriereende den Rekord für die meisten erreichten Catches eines Fielders im Test Cricket, insgesamt 122. Des Weiteren bestritt Greg Chappell 74 One-Day International Cricket Matches (ODIs) für Australien, bei denen er 2331 Runs (40.18 Runs pro Wicket) erzielte. Er war außerdem Mitglied des australischen Teams, das 1975 das Finale der Cricket-Weltmeisterschaft erreichte.

## Sonstiges
Von 2005 bis 2007 war Greg Chappell Trainer des indischen Cricket-Nationalteams. 1973 wurde er zu einem der fünf Wisden Cricketers of the Year gewählt. Im Jahr 2009 wurde Greg Chappell in die ICC Cricket Hall of Fame aufgenommen. Greg Chappell ist der Vater von Air Marshal Stephen Chappell, ab 2024 Befehlshaber der Royal Australian Air Force.